# Castillo de Moura

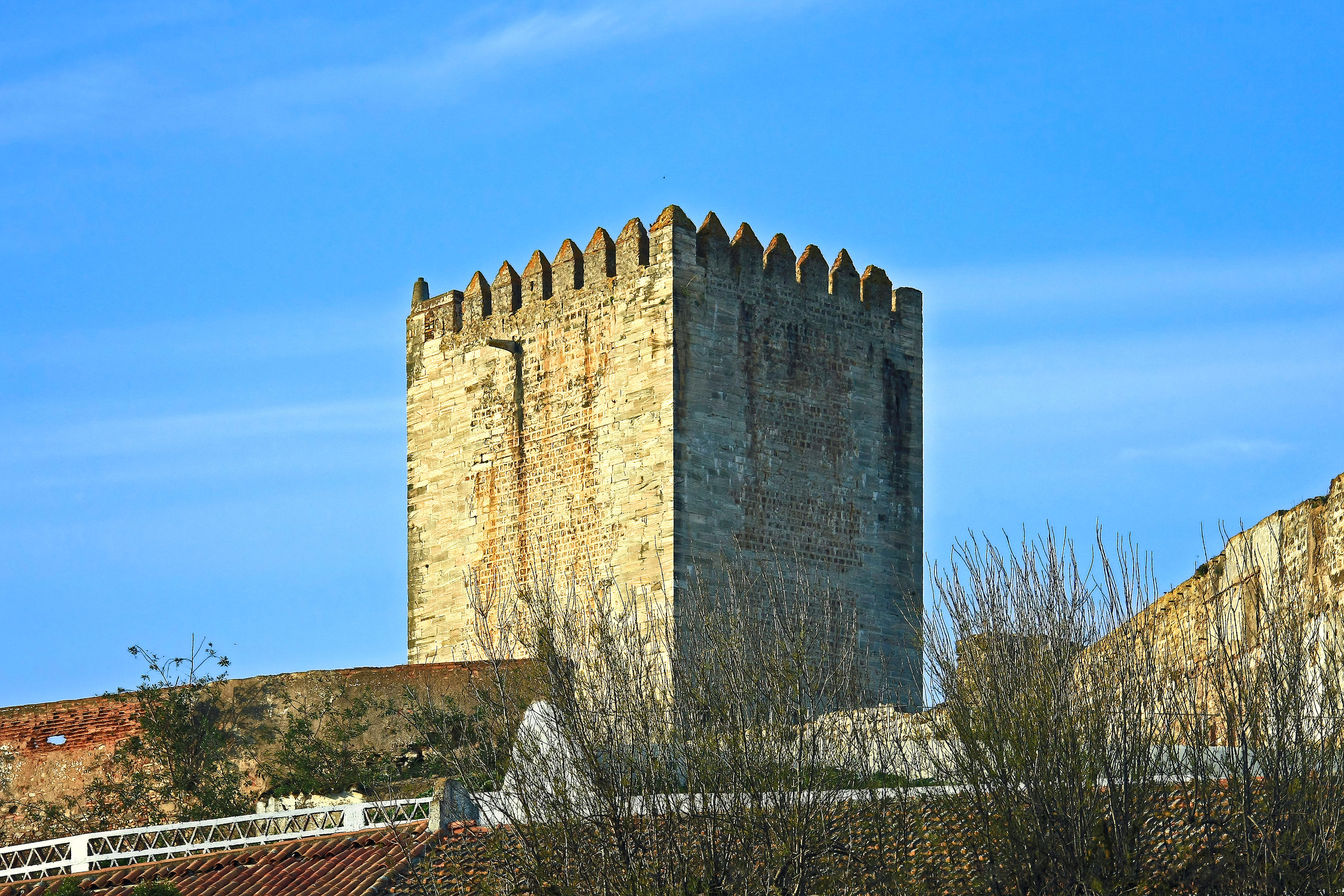
Ruinas del castillo de Moura

El Castillo de Moura, en el Alentejo, está situado en la parroquia de  São João Baptista, municipio de Moura, distrito de Beja, en Portugal.
Erigida en posición dominante sobre la aldea, en la confluencia del río Brenhas con el río Lavandeira, afluentes del río Ardila, en la orilla izquierda del río Guadiana, está actualmente inscrita en una zona de Reserva Natural. Su defensa se completó, a partir del siglo XIII, con las atalayas de Cabeça Gorda, Cabeça Magra, Porto Mourão y Alvarinho. Este pueblo está ligado a la Historia de Brasil por la acción del Regimiento de Moura, en la época colonial.

## Historia

### Antecedentes
Se cree que la primitiva ocupación humana de este sitio se remonta a un castro de la Edad de Hierro, ocupado sucesivamente por los  romanos, los visigodos y los  musulmanes, cuando alcanzó expresión regional como capital de la provincia de Al-Manijah, según los diversos testimonios arqueológicos que se recogen actualmente en el «Museo Municipal de Moura». La construcción de la fortificación musulmana, en taipa, datará de mediados del siglo XI a principios del siglo XII, de la que nos han llegado algunos vestigios, como la llamada torre de Saluquia.

### El castillo medieval
En la época de la Reconquista Cristiana de la península ibérica, la villa fue inicialmente conquistada en 1166 por los hermanos Pedro y Álvaro Rodrigues y perdida casi inmediatamente después. Fue, todavía en 1166, conquistada por Geraldo Sempavor, y después de eso, y hasta el reinado de  D. Dinis, se perdió y fue reconquistada cuatro veces más.
Recibió una  carta foral del Rey  Afonso Henriques (1112-1185) en 1171. El estatuto de la villa sería confirmado, en 1217, por  Afonso II (1211-1223). Sin embargo, la dominación cristiana definitiva de la región sólo se alcanzaría a partir de 1232.
Bajo el reinado de D. Dinis (1279-1325), la ciudad recibió una nueva carta foral el 9 de diciembre de 1295, privilegio extendido a la comunidad morisca en 1296 y renovado en 1315, y el castillo fue reconstruido, aprovechando las antiguas murallas musulmanas. Para ello, la Orden de Avis donó un tercio de los alquileres de las iglesias de Moura y Serpa para "reconstruir y mantener las alcáceres de dichos castillos" (1320). Para complementar las obras realizadas en los castillos de Moura y Serpa, se erigió durante este período una línea de torres de vigilancia que cubría  la raya, de la que sobrevive la Atalaia de Cabeça Magra.
En la segunda mitad del siglo XIV, bajo el reinado de D. Fernando (1367-1383), se inició una segunda valla amurallada, que incluía los nuevos límites del asentamiento, aumentados. A su muerte, se abrió la crisis de 1383-1385, la villa y su castillo tomaron partido por D. Beatriz y Juan I de Castilla hasta el momento de la batalla de Aljubarrota.
Bajo el reinado de D. Manuel I (1495-1521), la ciudad y su castillo son representados por Duarte de Armas (Libro de las Fortalezas, c. 1509), destacando la torre del homenaje rodeada por un muro torreado, donde la puerta en arco apuntado, enmarcada por alfiz y heráldica. En 1512, el soberano concedió el Nuevo Foral a la ciudad. Para entonces los trabajos de modernización de sus defensas comenzarían con la dirección de Francisco de Arruda. Más tarde, todavía en este período, el convento femenino de São Domingos fue iniciado por Dª. Ângela de Moura, en 1562, sobre los cimientos de la antigua mezquita.

### Desde la Guerra de Restauración hasta nuestros días
En el contexto de la  Guerra de Restauración de la Independencia de Portugal, el Consejo de Guerra del rey Juan IV de Portugal (1640-1656), determinó la modernización y el fortalecimiento de la antigua fortificación, dada su posición estratégica en la frontera con España. Así, con un proyecto a cargo de Nicolau de Langres, se erigió una línea fortificada, rodeando la ciudad, reforzada por los  revellines. También es, de este período, el llamado Edificio Quartéis, originalmente un  cuarteles integrados por la Capilla del Señor Jesús de Quartéis en un extremo.
Ocupadas durante la guerra de sucesión española, las murallas de Moura, dañando parte de la Torre de Saluquia, fueron voladas tras la retirada de las fuerzas españolas bajo el mando del Duque de Osuna (1707). En ese siglo sufrió más daños debido al terremoto de Lisboa de 1755.
Desmantelado a partir de 1805, entre 1809 y 1826 los antiguos muros del castillo se utilizaron como materia prima para la fabricación de salitre. Más tarde, en 1850, José Pimenta Calça demolió la sección occidental del muro de la ciudadela para dar paso al lagar de Vista Alegre.
La tierra de Castelo de Moura y el castillo mismo fue comprado en 1915 por Tiago Romano. Las ruinas del Convento de las Monjas Dominicas y la iglesia anexa están clasificadas como Propiedad de Interés Público por Decreto publicado el 27 de marzo de 1944. A finales de los años 50 se inició la intervención del poder público, a través de la «Dirección General de Edificios y Monumentos Nacionales» (DGEMN), que se prolongó durante las dos décadas siguientes. En 1981 se realizaron estudios arqueológicos dentro del perímetro del complejo y en 1982 y entre 1985 y 1986 se llevaron a cabo trabajos de reparación y recuperación. Más recientemente, en 2002, se realizaron trabajos para mejorar el paisaje alrededor del castillo.
Se recomienda visitar el Museu Árabe, construido alrededor del antiguo pozo que abastecía al castillo.

## Características
En una elevación de piedra caliza, a 184 metros sobre el nivel del mar, el castillo está compuesto por una alcazaba y barbacana de planta ovalada, con las dimensiones máximas de 200 x 100 metros. En su interior se encuentran las ruinas del «Convento de Monjas Dominicas de Nuestra Señora de la Asunción» (abandonado desde 1875) y la iglesia anexa, construida a partir de 1562 en el lugar de la primitiva Iglesia Madre, junto a la entrada de la ciudadela, donde gira la fachada de la iglesia. Tiene una planta rectangular y una sola nave, en la que destaca el sepulcro, de estilo manuelino, de Pedro y Álvaro Rodrigues, supuestos conquistadores de Moura a los musulmanes en 1166, y protagonistas de la leyenda de la fundación del pueblo.
Se accede a la alcazaba por una puerta acodada, en el sudeste. El conjunto está dominado por la torre del homenaje, de planta cuadrada. Al lado, se identifica la base masiva de otra torre, más pequeña, y también un cubículo circular, en la unión con la pared exterior. Tanto la torre como el cubo tienen  merlones piramidales prismáticos. En algunas partes de la pared todavía está el adarve. La valla exterior está reforzada por torres de plantas cuadrangulares y circulares. En el siglo XIX una de las torres fue adaptada a la «Torre del Reloj».
La torre del homenaje, de estilo gótico, masiva en su parte inferior, tiene en el segundo piso una sala de planta  octogonal, Sala dos Alcaides cubierta por una bóveda de crucería de ojivas, que descansa sobre ocho columnas con un fino fuste.
La línea fortificada del siglo XVII tiene una planta en forma de estrella, con un muro rampante y terraplenes, originalmente rodeada por un foso, hoy casi completamente cubierto.

## La leyenda de la morisca Saluquia
La leyenda se remonta a la época en que el pueblo fue conquistado a los moros por los cristianos, teniendo como testimonio la antigua torre junto al actual Jardín del Dr. Santiago y perpetuada en el escudo del pueblo.
La bella Saluquia era la hija del gobernador musulmán de la región, Abu Hassan, y estaba comprometida con un joven que había sido nombrado por él como alcalde del castillo. Día tras día, inclinada desde lo alto de una de las torres, esperaba ansiosamente la llegada de su prometido, que se había marchado para luchar contra los cristianos. Pero los cristianos, avanzando hacia la conquista del pueblo, emboscaron al joven moro y lo mataron a él y a sus compañeros. Se pusieron sus trajes y con esta treta lograron que abrieran las puertas del castillo. Dándose cuenta del engaño, la bella morisca Saluquia, prefiriendo la muerte a ser esclava y cautiva de los cristianos, se arrojó desde la torre, acompañando a su amado en la muerte. Y esto explica el origen del nombre «Moura».